# 財政政策
財政政策（ざいせいせいさく、英: Fiscal policy）とは、主に国家の財政の歳入や歳出を通じて総需要や貨幣の循環を管理し、経済に影響を及ぼす政策のこと。金融政策とならぶ経済政策の柱である。政府の支出拡大による財政政策は拡張的財政政策（Expansionary fiscal policy）と呼ばれる。
租税や公債金などによる歳入の政策と、社会保障（福祉国家）や公共事業などからなる歳出の政策がある。

## 機能
一般に国家の財政政策は、
1. 資源配分
  1. 社会資本（道路・橋・ダムなど）の建設やメンテナンスに関する公共事業。        　　　　
  2. 教育、国防、公益事業などの公共サービスの充実。
2. 所得再分配
  1. 累進課税（所得税など）や社会保障（生活保護など）による富者から貧者への所得移転。
3. 経済の安定化
  1. 減税や増税、裁量的な政府支出。

の3つの機能がある。
政府支出は民間の預金の創造、つまりマネーサプライの増加をもたらし、逆に政府が債務を償還すれば貨幣供給量は減少する。このように、政府の財政政策は貨幣供給量を操作するものである 。

### 手法
財政政策には、自動安定化装置と裁量的財政政策がある。自動安定化装置とは、租税・社会保険料の自動的増減によって、経済の安定化を図るメカニズムが、経済で機能することを指す（例：累進課税）。裁量的財政政策には、政府支出（歳出面）と租税（歳入面）がある。財政政策には、支出を調整する方法だけでなく、減税・増税といった租税に変化を加える方法がある。
財政政策による支出は、基本的には税収で補うが、税収だけでは足りない場合、国債という形で借金をして、将来に返すことになっている。

### 歳出面
歳出面からの財政政策は公共事業が軸になる。公共事業を中心として財政の拡張や縮小をすることで、経済成長を促進したり抑制したりすることが出来る。経済が総需要の不足で不況に陥っている場合は、財政政策によって総需要を補い、経済における貨幣循環を活発化させることで消費や投資を促すことができる。また、単に財政を拡張させる景気刺激策だけではなく、乗数効果が高い公共事業や研究開発支援など、成長を促す分野への効果的な政府支出が求められる。公的固定資本形成が増えれば、短期的な総需要の不足を埋めることができるだけではなく、民間経済全体の生産性向上を達成することができる。一方、緊縮財政政策は歳出の規模を削減する政策で財政危機、インフレ抑制などにより取られることがあるが、失業の発生や経済停滞をもたらす側面がある。
- 政府支出
  - 公共事業
  - 社会保障の負担の軽減[7]
  - 補助金の拡充[7]（定額給付金など[8]）
  - 非正規雇用への質の高い職業訓練[7]
  - 失業給付の拡充[7]
  - 看護・介護、学校教育などへの支出の拡充[7]
  - 保育園・託児所の拡充[9]
  - 直接雇用の創出（看護師・介護士、公立学校・保育所の職員、学校の教員、警察官、公務員など）[7]
  - 学生に対する奨学金の拡充[10]

### 歳入面
歳入面からの財政政策は税制が軸になる。減税や増税をすることで経済成長を促進したり抑制したりすることが出来る。
- 減税[7]
  - 所得税・法人税・消費税率の引き下げ[11][12]
  - 設備投資・研究開発投資の減税[13][14]
  - 住宅手当の拡充[7]

## 積極的財政政策と消極的財政政策
財政政策は、景気変動の動きを相殺するように政府が能動的に財政支出を増減させたり、家計や企業の負担を増減したりする積極的財政政策と、政府による能動的な対応がなくとも自動的に政策が変更されてしまう消極的財政政策にわけられる。

### 積極的財政政策
積極的財政政策は、公共事業の増加や国民や企業への現金給付や減税を通じて有効需要を増大させることで、国内総生産の拡大や失業の抑制を図ると同時に民間経済活動の拡大や生産性向上を支援するものである。財政拡大や減税にあたっては、政府が財政赤字の拡大を厭わず税収を大きく超えた支出を行うことが必要になる。管理通貨制度を持つ国々では財源の制約がないため、制度上は経済状況に応じて柔軟な財政拡大が可能となる。逆に景気が過熱すれば緊縮財政政策を取り、公共投資を減少させたり事業期間の延長で財政拡大を抑制したり、増税によって消費や投資を抑制して、景気変動の幅を小さくしようとする。
元連邦準備制度（FRB）議長のマリナー・エクルズは「財政政策は民間の信用が拡大している時だけ緊縮し、民間活動が低下している時だけ拡大すべきである」と主張していた。
経済学者のケネス・ロゴフは「世界不況に陥るかもしれないという場合に、必要な政策には積極的な経済政策が含まれる。財政政策は減税とインフラ投資に焦点を合わせるべきである」と指摘している。

### 消極的財政政策
消極的財政政策としては、法人税や所得税の存在、失業給付（雇用保険・労働保険）や生活保護の制度が挙げられる。法人税は企業が利益を上げなければ課税されないので、不況期には税収が減少し好況期には税収が増える。個人の所得に課税される所得税も一定の所得水準までは課税されず、不況期に所得が減少すれば自動的に税負担が減少するようになっている。特に所得税率が累進課税の場合には、好況期に所得が増加する以上の速度で税負担が増加し、消費を抑制する効果が大きい。
また失業給付や生活保護の制度は、直接的には景気変動を安定化するという目的で行われているわけではないが、不況になって失業者が増加したり所得を失って生活に困窮する世帯が増加した場合には、政府支出が自動的に増加して家計所得を補い、消費を下支えすることになるので、間接的には景気の安定化機能を持っている。
初歩のマクロ経済学では、政府支出の水準や財政収支は政策変更がない限り一定として分析を行うことが多いが、実際の財政制度では、景気変動によって自動的に支出額の増減や財政収支の改善・悪化が起こる。このように、あらかじめ財政制度に組み込まれている景気安定システムを自動安定化機能（ビルト・イン・スタビライザー）という。

## 効果と弊害
財政政策は、確実な「政府需要」を生み出せる。例えば、政府が公共投資を行えば、少なくともその分だけは総需要は増える。一方で財政政策は、資源配分・所得配分に歪みが生じる。公共投資は性質上、建設業などに資金が集中する。また、膨大な政府債務が残る可能性がある。

### 効果
財政政策を発動すると通常は乗数効果によって需要面でより大きな影響が経済へもたらされる。このため、失業などが発生しても、その一部を財政政策で解決することで他の失業を解決できる。失業の撲滅は、社会的な安定へ直結する。また、適切な公共財の供給がなされれば、社会資本が充実し経済全体の生産性向上をもたらしたり市場の失敗が修正されることで、供給面にも好影響をもたらす。
政府が行う財政政策は、総需要管理のための最も簡単な手段であり、投資としての公共事業・政府支出を拡大すれば、その分は必ず総需要が拡大する。財政支出は、基本的には支出される年度にしか効果はない。森永卓郎は「財政政策の効果がないと言われる理由の一つは、タイミングの問題である。財政出動すれば、効果はその後数年から数十年にわたって出てくる。財政出動の初期段階では財政赤字は拡大するが、その後に景気拡大に伴う税収増で徐々に回収され、最終的にはプラスになるというのが基本的な効果の現れ方である」と指摘している。
財政政策の効果は期待による。財政政策はどこかで必ず徴税する。要するにどの時点で徴税するかという期待に応じて政策の効果が違ってくる。経済学者の田中秀臣は「長期国債を発行して経済を活性化させれば、経済全体が拡大することによって税収が増え、長期的には国債発行を抑制・縮小する方向になる。これはノーマルな考え方である」と指摘している。
経済学者の原田泰、大和総研は「公共事業より減税のほうが効果は小さいが、公共事業のほうがよいとするかどうかは考え方の違いによる。減税は政府の規模の縮小・国民の経済的自由の拡大を促すが、公共投資の増大は政府が使い道を国民に指図する」と指摘している。

#### 乗数効果
公共事業の乗数効果よりも減税の乗数効果の方が理論的に考えて小さく、内閣府の計量分析などによっても示されている。また、減税と政府支出を同時に行うと、結果として起こる変化の区別が困難となる。
経済学者のポール・クルーグマンは、減税政策の乗数効果は、0.5程度しかないとしている。
財政政策が乗数効果を弱める要因として、
1. 人々が一時的な所得の増加と考え、消費を増やさない可能性
2. 国債残高の増加により、人々が将来の増税を予想し、消費を抑制して貯蓄に走る可能性
3. 国債残高の増加により、金利の上昇・自国通貨高が起き、輸出が減った結果、需要拡大効果を相殺してしまう可能性

が挙げられ、これは減税にも当てはまる。
原田泰は「仮に、政府支出を増大するとGDPがその乗数倍だけ増えるというケインズ経済学の考えが正しければ、いくら政府支出を拡大しても債務残高の対名目GDP比率は高くならないはずである」と指摘している。また原田は「ケインズの乗数は高い失業率の状況を前提としている。そのような状況であれば乗数が大きいことも考えられるが、いずれ雇用は拡大しそれ以上拡大できない状況となる。どのような状況でも乗数が大きいとは考えられない」と指摘している。
「（日本では）財政政策の乗数効果は、経済構造の変化によって低下している」という議論について、田中秀臣は「財政政策の効果が低下したのは、主に金融政策の引き締め的スタンスが原因であり、そのことによって著しく乗数効果が落ちてしまった」と指摘している。

### 弊害
財政政策で国民経済の供給力をあまりにも大きく超える有効需要を創出した場合、高インフレや、投機の過熱によるバブルが発生する可能性がある。自動安定化機能が行き過ぎた効果を持ち、景気拡大期に税負担が増加して景気を悪化させてしまうなどの悪影響を持つ場合には、フィスカル・ドラッグと呼ばれ、1970年代には盛んに議論された。
経済学者の岩田規久男は「政府が財政支出の拡大による景気対策を実行すれば、短期的には景気が良くなるがそれを止めれば再び悪化してしまう。財政政策で100万人単位の雇用の創出・維持し続けることは不可能である」と指摘している。原田泰は「財政政策の効果は持続性に乏しく、長期的には反動減を生む」と指摘している。
経済学者のミルトン・フリードマンは財政政策による景気安定化について、政府に効果的な財政支出を選ぶ能力は無い、政策決定の遅れが生じ効果が無いなどの批判をしている。経済学者のケネス・ロゴフは「非常に多くの国の経済学者が、景気問題への解決策は現状を維持するために減税をし、補助金を与えることだと考えている。先進国が一国だけでケインズ経済学的な刺激策を講じれば、不況の痛みを和らげることになるかもしれない。しかし、すべての国が同時に消費を刺激しようとすれば、政策効果が発揮されることはない」「残念ながら、ケインズ的な需要管理政策は万能薬ではない。減税は長期的には生産性を高めるが、政府部門の拡大は経済的な活力を取り戻す処方箋ではない。市場経済の中で政府が行うべき有益な政策は多くあるが、過度に景気刺激策を求めることは、理性的な議論にとって有益ではない。当然、国の財政も問題となる」と指摘している。

#### 無駄の温床
財政の本来の機能は、マクロの安定化というよりも、徴税を通じた公共財の供給であり、景気対策としての政府支出は、政治的利権が絡むため、どうしても「無駄金」が多くなるとされている。経済学者のジェームズ・M・ブキャナンは、財政は下方硬直性があり収縮しないで膨張し続ける傾向があるとしている。ブキャナンの「民主主義の中に財政赤字は組み込まれている」といった議論は、労働組合への自粛や賃金のメカニズムを重視といった運動につながっていった。
経済学者の竹中平蔵は「ケインズ経済学は、万能ではない。失業が増えたから需要を増やしたまではよいが、それで失業が無くなったからといって政府が財政支出を減らすかというとそうはならない。公共事業を一回やると、今度それを減らすのは大変となる。民主主義社会において、失業を無くすために需要をつくり始めたら、財政は徹底的に拡大し赤字となる」と指摘している。日本の場合で、名目GDP1%分の公共事業は、財政収支の対GDP比を0.5%悪化させる、名目GDP1%分の所得税減税は、財政収支の対GDP比を0.81%悪化させるという試算がある。
一方で、経済学者の野口旭、田中秀臣は「マクロ経済政策としての財政政策によって、循環的な要因によって生じる失業・倒産を可能な限り減らすことは、政府のみができる重大な機能である。政府が財政赤字の一時的な拡大を嫌って経済的能力の行使を拒否し、失業・倒産を放置することは、政府の経済的な存在根拠自体を否定することになる」と指摘している。田中秀臣は「不景気のときに財政政策を行う場合、効率性のみを基準にして否定するのは賢明ではない。例えば、公務員を多く雇用するということは、生産性の低い人を多く抱えるということである」と指摘している。田中秀臣は「政府支出を拡大することによって、経済に占める政府部門の割合が高まると経済全体の非効率性をもたらすという問題がある。不況対策をやる場合は、必ず金融政策と組み合わせてやらなければならない」と指摘している。
経済学者の小野善康は「失業者のセーフティーネットとしての補助金やバラマキ減税よりも、その財源を賃金として活用するほうがよい」と主張している。
原田泰は「政府支出で雇用を創出するなら、特定の支出に偏らないことが望ましい。特定の支出に傾けば、供給のボトルネックが生まれて価格が上昇し、雇用拡大効果を阻害する」と指摘している。

#### 遅行性
公共事業を実施するにはまず予算措置が必要であり、国会や地方議会の議決を必要とするので、政策の決定から実施までの期間は必ずしも金融政策よりも短いとは限らない。アメリカの経済学者の中には、アメリカでは財政政策はしばしば景気変動を大きくしてしまったという見解もある。
政府がインフレや景気後退を認知してから、政策の立案、予算の審議などを可決・実行するまでには長い時間がかかり、対策としてすでに手遅れになっていたり、逆に景気変動を助長させたりする可能性もあるとされている。岩田規久男は「インフレや景気後退の認知から政策の実行までの遅れを考慮すると、総需要の微調整を目的とした裁量的財政政策の有効性には限界がある」「財政政策は社会資本の形成と社会保障などの富の再分配政策に専念すべきである」と指摘している。

#### 合理的期待形成仮説
合理的期待形成仮説によると、減税されても、人々は将来の増税を予想して、増税に備えて減税分をすべて貯蓄に回す可能性があるとされている。一方で、合理的期待形成の理論に対して、人々は合理的ではなく、将来の増税に備えることなく減税分の大半を消費に回してしまうという反論がある。

## 財政政策に対する思想とその変化
アメリカではロバート・ルーカスやロバート・バローらの批判による「裁量」から「ルール」への経済政策の転換、さらに、汚職や財政赤字、「政府の失敗」などにより、今日では、裁量的な財政政策による景気変動の安定化が専門家から支持されることは少ない。
後述のマンデルフレミングモデルやバローによる公債の中立命題の指摘などもあり、アメリカでは1980年ころから景気変動の安定化は金融政策の役割であると考えられるようになった。したがって、財政政策の目的は景気対策から離れ、恒常所得や資本の増加を目的とした恒久的な減税や、歳入を増加させるための増税、もしくは政府にしか供給できない公共財の提供や補助などが中心となっていった。
これは、一つの政策目標ごとに一つの政策手段が必要というティンバーゲンの定理からわかるように、景気の安定化という一つの目標には、金融政策という一つの政策手段で達成可能と考えられたことによる。固定相場制時代には、金融政策は為替レートの固定という政策目標を与えられていたために、景気の安定化には別な政策手段として財政政策が必要であったが、変動相場制になり金融政策が為替レートの維持から自由となったことによって、金融政策を景気安定化のために使用可能となった。

### マンデルフレミングモデル
金融緩和を伴わない場合、財政政策による景気刺激は金利上昇によって設備投資のクラウディングアウトを引き起こしてしまう場合がある（流動性の罠などで金利がゼロバウンドで上昇しない場合などは除く）。また、変動相場制においてマンデルフレミングモデルが示すところによれば、世界の金利水準に影響を与えない程度の経済的小国で、資本移動が完全に自由で、さらに自国と海外の資産が完全代替的である国の場合、金利上昇が為替レートの増価（日本の場合であれば円高）を引き起こして輸出減少・輸入増加が起こることによって、当初の財政支出の増加の景気刺激効果を減弱してしまうことが分かる。1970年代から80年代にかけての日本では、こうした効果を緩和するための金融政策と財政政策の最適なポリシーミックスのありかたがマクロ経済政策の課題とされた。
なお、京都大学大学院工学研究科教授の藤井聡は、マンデルフレミングモデルはインフレーションであることが前提となっており、デフレーションにおいては全く通用しないとの批判を述べ（ただし、インフレを前提としていることや、デフレでは通用しないことの根拠についての説明はない）、デフレ下の日本では財政政策は無効にならないと主張している。

### 穴を掘って埋める公共事業
国民の経済的幸福度を測るには本源的には効用ベースによるものであるが、それを実際に計測すること及び国民全体の効用として統合することは非常に困難であり、代替変数として消費の大小でもって国民の幸福度を測ることが次善の策となる。そして、投資（公共事業の一部や民間投資）は生産力増大により将来の消費を増加させることにこそ意味があり、現在の消費と、将来の消費に関わる投資を足し合わせたものであるという点において、GDP統計を国民の幸福度を表すものとして見る意味がある。
以上のことを前提とすると、本当に穴を掘って埋めるだけで生産性ゼロの公共事業は、確かにGDPを増加させるものの、現在の消費も将来の消費も直接には増やさないという点で、望ましいとも望ましくないとも言えない。GDPと公共事業はパラレルに変化し、消費+民間投資は一定なので、現在および将来分を考えた消費は増えない。ただし、所得再分配が起きることから低所得者層の消費が増えるという点で意味はある。
さらに、穴掘って埋めもしないような公共事業の場合、生産性を低下させてしまうことも考えられる（現実的には、生産性がほぼゼロの道路や箱物なのに、その維持に労力が必要となり、機会費用が発生してしまう場合や、単純に生産活動を妨げるような設備への投資など）。このような時には、現在の消費は変わらず、将来の消費は生産性の低下から減少してしまうので望ましい状態とは言えない。
非自発的失業という社会的な無駄が発生している場合に公共事業でもってその無駄を無くすということは一般的には望ましいが、それでもその労働力をどのようなものに向けるかによって望ましさは大きく異なることとなる。このことは、どのような事業が好ましいかが昔ほど明確ではない2013年現在において、その事業の内容を問わず公共事業でもって有効需要を増やせば良いとする考え方の問題点が大きくなってきていることを意味する。
結局、有効需要の理論は、投資先によってその優劣があるという当然のことが「穴掘って埋めてもいい」の言葉でうやむやにされたこと、本来は現在および将来に渡る消費こそが問題であるのに、そことは関係なくGDPを増やせば良いという見方をされるようになったこと、などの問題点を持つ。

### 流動性の罠
日本のゼロ金利政策下での不況などに代表される、流動性の罠に近づいた場合などの金融政策の有効性が低下した場合や、1929年の世界経済のように恐慌のように急激な景気悪化に陥った場合などには、2013年現在でも財政政策の発動による需要の喚起が必要という見方もある。ただし、日本が実際に流動性の罠にあるのか、あるいは流動性の罠が現実の経済としてありえるのかについては疑問の声もある。
マクロ経済学で用いられる理論のひとつであるIS-LM分析を用いると、財政政策と金融政策の適切な組み合わせ（ポリシーミックス）によって景気変動を安定化できることが分かる。金融政策だけでは、痛みの出ている箇所への集中投下ができないため即効性がなく、また大きな産出量ギャップを埋めるには財政政策が不可欠になってくる。特に不景気と低インフレで経済が流動性の罠に陥り、金融政策による利下げが効果を失っている局面では、政府が直接に総需要を拡大する財政政策が重要になる。
政策金利の引下げなど金融政策による経済への影響が政策の発動から時間を要するのに対して、財政政策による効果は発現までの時間が短いとされることが多いとされている。マネーサプライの増加が名目GDPを増加させるまでには数四半期かかるとされることが多いが、公共事業の増加などは支出の時点で効果を発揮するとされている。このため財政政策を用いて経済を安定化させるというファイン・チューニングという考え方が広まった。

## 日本の財政政策

### 地租改正と松方財政
近代日本における政府主体の財政政策（ファイナンス）の始まりは、1873年の地租改正である。物納から金納へ移行を実現し、政府の財源を安定させた。
続く松方財政は、 西南戦争後のインフレ収束を目的をとして緊縮財政（支出削減）と増税により財政健全化を達成し、銀本位制を確立させた。日本銀行創設など、金融政策（マネー政策、マネタリー・ポリシー）の基礎もこの時期に確立された。

### 高橋財政と戦時経済
世界恐慌（昭和恐慌）からの脱出を企図した高橋是清の高橋財政は、財政政策（ファイナンス）と金融政策（マネー）を組み合わせた国債の「日本銀行引受発行方式」を基礎として、時局匡救事業を行い、主要国では世界最速で恐慌脱出に成功した。
政府主導の公共事業による需要創出は、四年後のケインズの理論を先取りした例と評価されている。軍事費の拡大への道を開いたことから一種の軍事ケインズ主義としてその後の戦時経済を基礎付けたとする軍事・国防面との評価、軍部の台頭を阻止できなかったとの評価、高橋自身はあくまで軍拡には消極的であったとの評価もある。政府主導の財政政策については、救済脱出後は均衡財政への移行を目指していたという見方や、その後も積極財政を維持していたという見方、マクロ経済学筋のごく一部にはいわゆるMMT（現代貨幣理論）を先取りしていたとの見方もある。このように高橋財政の評価は毀誉褒貶が激しいが、21世紀に入ってからは再評価（再再評価）が進んでいる。
二・二六事件で高橋が暗殺されたのちも日本銀行引受発行方式と積極財政の方針は継承された。後続の馬場鍈一蔵相は「準戦時経済体制」の用語を発案し、高橋を上回る超積極財政（馬場財政）を展開した。続く結城財政（結城豊太郎）による修正と軍部・財界一体の「抱合財政」（「軍財抱合」）の確立を経て、賀屋興宣らの「統制経済」が成立した。

### 戦後復興から現在まで
1960年代から1980年代にかけての日本では、財政政策による景気安定化が試みられた。1980年代に積み上げられた公的固定資本形成は238兆円にのぼった。
1990年代初めにバブル崩壊によって景気低迷が続いた際に、当初は財政政策による景気刺激が試みられた。1992年8月の総合経済対策以来、九次にわたる財政政策による景気対策の事業規模は120兆円を超え、57.1兆円の追加支出（公共事業等社会資本整備）が実施された結果、1990年代に積み上げられた公的固定資本形成は、382兆円にのぼった。しかし、景気が本格回復する前の1997年に行った消費増税や、第1次小泉内閣 (第2次改造)の骨太の方針から導入された基礎的財政収支（プライマリー・バランス）黒字化目標に基づく緊縮財政政策の結果、十分な財政政策が行われぬまま失われた30年となった。また、静態的な財政均衡に基づいたストップゴー政策的な運用であったこともありあまり成果を挙げなかった。
日本における乗数効果は、1950-1972年までは、1年目は2.3、2年目で4.5程度であったが、変動相場制後の1973年からは1年目は1.4、2年目で1.9程度に低下した。資本自由化が本格化した1980年代以降は公共投資乗数は、それ以上の低下はなく変化はない。